# جون ر. غروت
جون ر. غروت (بالإنجليزية: John R. Grout)‏ هو أكاديمي أمريكي، ولد في 21 أغسطس 1959.